# Jordan Prentice
Jordan Prentice (London, 30 gennaio 1973) è un attore canadese, noto in particolare per l'interpretazione di un attore americano nano e razzista nel film del 2008 In Bruges - La coscienza dell'assassino.

## Filmografia parziale
- Howard e il destino del mondo (Howard the Duck), regia di Willard Huyck (1986)
- American Trip - Il primo viaggio non si scorda mai (Harold & Kumar Go to White Castle),regia di Danny Leiner (2004)
- American Pie presenta: Nudi alla meta (American Pie Presents: The Naked Mile), regia  di Nick Hurran (2006)
- In Bruges - La coscienza dell'assassino (In Bruges), regia di Martin McDonagh (2008)
- La notte prima della notte di Natale (The night before The night before Christmas), regia di James Orr - film TV (2010)
- Biancaneve (Mirror Mirror), regia di Tarsem Singh (2012)
- The Power of Few - Il potere dei pochi (The Power of Few), regia di Leone Marucci (2013)

## Doppiatori italiani
- Marco Baroni in American Pie presenta: nudi alla meta